# 925臺灣保釣行動
925臺灣保釣行動或924保釣行動，是2012年9月23日至9月25日間一場由宜蘭縣「釣魚臺護漁委員會」發起的臺灣民間保釣運動。
9月24日下午3時集結78艘漁船從南方澳漁港出發前往釣魚臺列嶼並於9月25日抵達釣魚臺一帶海域。
此行動為歷年最大規模的臺灣民間保釣行動，共58艘漁船、292位漁民參與，海洋委員會海巡署亦協同出動12艘艦艇執行全程護航。
臺灣方面的船艇到達釣魚台海域時，與日本海上保安廳派出的21艘艦艇發生對峙，中日雙方對峙時，海巡署與海上保安廳的船艦互噴水柱以驅趕對方，雖然此活動並未能如先前計畫的以漁船繞行釣魚臺本島宣示漁權，但漁船與海巡署艦艇距離釣魚台本島時最近僅2.1海浬，是2000年代以來臺灣船隻距離釣魚台最近的一次保釣行動。

## 行動背景
為了抗議日本將釣魚台國有化，蘇澳區漁會發起「為生存、護漁權」活動，希望能集結上百艘漁船，前往釣魚台繞行一周向日方嗆聲，維護國家主權與漁民漁權，不過礙於經費不足，行動遲遲無法展開，但最後旺旺集團董事長蔡衍明以個人名義捐贈新台幣5百萬元，讓60艘保釣漁船獲得足夠的油料費，可以順利出航。

## 行動經過
| 日期 | 時間  | 行動經過 |
| ---- | ----- | --- |
| 9/24 | 15:00 | 75艘南方澳漁船集結，前進釣魚台。                                                                                    |
| 9/25 | 05:00 | 進入釣魚台18浬，十多艘日方艦艇擴音與字燈勸離，日方另派出多架空中偵察機在上空盤旋。                                  |
| 9/25 | 05:00 | 海巡擴音回應「這是台灣領土海域 請勿干擾漁民作業」。                                                                 |
| 9/25 | 06:15 | 日本海上保安廳巡視船PL09企圖衝撞漁船。                                                                              |
| 9/25 | 06:50 | 鴻漁66號進入11.6浬。                                                                                                |
| 9/25 | 08:23 | 日本海上保安廳巡視船PS-206對永昇106號漁船進行噴水驅趕。                                                             |
| 9/25 | 08:26 | 日本海上保安廳巡視船PS-18對永昇106號漁船噴水驅離。                                                                  |
| 9/25 | 08:26 | 海巡署連江艦因不滿日方船艦之驅趕行為於是艦長下令回噴水柱，部分漁船趁勢突破包圍接近5浬，也於此時確認日方船艦約27艘。 |
| 9/25 | 08:35 | 海巡署船艦「和星艦」、「金門艦」、「德星艦」等艦艇與海上保安廳艦艇相繼開始互相噴水對峙。                            |
| 9/25 | 08:40 | 鴻漁66號帶頭10多艘漁船進入3浬，海上保安廳船艦包圍，漁民向海上保安廳船艦丟雞蛋抗議「釣魚台是我們的」。               |
| 9/25 | 08:41 | 漁船突破海上保安廳船艦的包圍，裕慶號、益昇102號與永昇106號率先進入距釣魚台2.1浬的海域宣示漁權。                     |
| 9/25 | 09:15 | 未登島、未繞島，漁船返航，結束保釣。                                                                                |

而在臺灣漁民進行保釣行動的同時，國際各大媒體都以頭條報導此次的重大事件，半島電視台以「日本保安廳面對台灣漁船群」為題作第一時段報導和分析，美國有線電視新聞網也以頭版報導了這項消息，日本NHK新聞等媒體透過空拍畫面第一時間報導台日雙方在釣魚台海域的行動。

## 臺灣反應
2012年9月25日，中華民國總統府發言人范姜泰基表示，釣魚台列嶼附近海域是台灣漁民百年來的漁場，臺灣總督府曾經指定釣魚台列嶼附近海域為台灣漁民的作業區域，中華民國總統馬英九全程掌握並支持本次漁民自發性保釣行動，「我方捍衛主權、維護漁權的立場絕不改變」。

### 海巡署
本次保釣行動，海巡署為維護漁民安全、保障漁民權益，共出動和星艦、連江艦、南投艦、花蓮艦、金門艦、三艘巡護船、四艘巡防艇，共12艘艦艇全程護航，巡護艦隊並配置必要醫護及16名海巡特勤隊精英特戰人力，槍械子彈全數上膛，全力保護漁船航行與漁民安全。

### 國防部
2012年9月24日上午，中華民國國防部部長高華柱赴立法院外交及國防委員會進行業務報告前受訪時表示，23日下午在國家安全會議召集的會議中，各項分工都已經告知相關部門；國防部站在備援立場，依國安會各項任務分配，完成海空監控等準備：軍方監偵與掩護部隊已在正常區域，24日下午參謀本部相關聯絡官進駐海巡署，軍方相關高勤人員進駐衡山指揮所，以防任何意外事件發生。
25日，國防部1名軍官說明國軍護漁任務應援兵力：海軍由一三一艦隊戰隊長帶領2艘濟陽級巡防艦及1艘成功級巡防艦在30浬外負責側護任務，空軍派遣多批F-16和幻象2000戰機在空中，結合固定任務和例行偵巡航路，全盤掌握東海區域狀況和各方動態。另外，國安單位事前也透過衛星偵蒐照片掌握釣魚台周遭情勢，事先防範可能會出現艦艇衝突狀況；空軍E-2空中預警機也充分掌握區域狀態。
26日上午，馬英九說，海巡的背後還有國軍在第二線幫忙，國軍除了提供精準的資訊掌握釣魚台海空情勢，軍艦、軍機也都在待命的狀態，「我們一定不會把國軍擺在第一線，一定是在第二線」。

### 民間
民主进步党前立法委员郭正亮同意馬英九政府有关钓鱼台列屿主权外交上的策略，他指出：民進黨只要碰到外島（金門群島、馬祖列島、釣魚臺列嶼、太平島）問題就會進退失據，因為“都是中華民國主權的歷史殘留，和台灣歷史並無隸屬關係”；碰到外島問題，民進黨才發現，所謂“中華民國就是台灣、台灣就是中華民國”，法理上根本無法成立；面對外島問題，“民進黨要誠實面對國際法和歷史”。
2012年10月4日，中國電視公司首播本次保釣行動特別報導節目《保釣護漁全紀錄》，哈遠儀主持。

## 日本反應
臺灣保釣船隊25日清晨5時進入釣魚台20海浬處，日本緊急派出二十一艘公務船攔截。日本首相官邸設置緊急應變中心，事後並透過日本交流協會向中華民國政府抗議海巡署艦艇的噴水行為。內閣官房長官藤村修則對台灣的漁船及海巡署艦艇「侵入」日本領海、和海巡署艦艇向日本公務船噴水一事表達抗議。日方在25日派遣日本交流協會理事長今井正來台灣交涉台日對釣魚台問題的主張，但中華民國外交部部長楊進添表示拒絕接受日本的抗議。

## 事後
2012年10月5日，日本外相玄葉光一郎通過日本交流協會向臺灣方面發表了講話，呼籲雙方早日恢復釣魚臺周邊海域漁業權的協商。